# 山田泰弘
山田 泰弘（やまだ よしひろ）は、日本の法学者。立命館大学法学部教授。

## 略歴
1991年4月から1995年3月まで名古屋大学法学部法律学科に在学、学士（法学）の学位を取得、1997年3月に名古屋大学大学院法学研究科民刑事法博士前期課程修了、修士（法学）の学位を取得、2000年3月に名古屋大学大学院法学研究科民刑事法博士後期課程修了 博士（法学）の学位を取得。
2000年4月1日から2003年3月31日高崎経済大学経済学部専任講師、2003月4月1日から2007年3月31日立命館大学法学部助教授、2006年8月22日から 2008年3月31日ブリティッシュコロンビア大学法学部客員研究員、2007年4月1日から2009年3月31日立命館大学法学部准教授（職名変更）、
2009年4年1日から2014年3月31日立命館大学大学院法務研究科教授、2014年4月1日立命館大学法学部教授。

## 著書・論文
- 立命館大学　研究者学術情報データベース　山田　泰弘 2024年6月閲覧

## 外部研究費
- 田邊光政・原秀六・今井克典・川地宏行・山田泰弘・広瀬裕樹「金融リスクの法的側面」全国銀行学術研究振興財団 助成一覧（1996年度）[2]